# Abisara delicata
Abisara delicata, ou judy-delicada, é uma borboleta da família Riodinidae. Ela pode ser encontrada na Tanzânia e Malawi.

## Subespécies
- Abisara delicata delicata (terras altas do Malawi)
- Abisara delicata tanzânia Kielland, 1986 (leste da Tanzânia)
- Abisara delicata zanzibarica Collins, 1990 (Tanzânia, Zanzibar)